# بهان
بهان (بالفارسية: بهان) هي قرية تقع في قسم دوبلوك الريفي في إيران. يقدر عدد سكانها بـ 218 نسمة .